# Пиньятелли-Карафа, Фаустина
Фаустина Пиньятелли-Карафа, принцесса Колубрано (итал. Faustina Pignatelli Carafa, умерла в Неаполе в 1785 году) — учёный-итальянка. Она была второй женщиной, избранной в Академию наук Болоньи (1732). Опубликовала Problemata Mathematica в 1734 году.
Происходит из аристократического рода Пиньятелли. После её брака с поэтом Франческо Доменико Карафой в 1724 году она получила от отца княжество Колубрано в качестве приданого. Вместе с братом Петром она училась у Никола Де Мартино, и сыграла важную роль в деле внедрения теории Исаака Ньютона в Неаполе. Она была важным участником научной дискуссии в Италии и переписывалась с Французской академией наук. Франческо Мария Дзанотти упоминал её как талантливого математика в Академии наук в Болонье в 1745 году.

## Публикации
- Problemata Matematica, «Nova Acta eruditorum» , Lipsia, 1734 (PERDUTO)